# ميشيل آرشامبو
ميشيل آرشامبو هو لاعب هوكي الجليد كندي، ولد في 27 سبتمبر 1950 في سان هياسنت في كندا، وتوفي في 23 مايو 2018 في لورينتيد ‏ في كندا.

## وصلات خارجية
- ميشيل آرشامبو على موقع دوري الهوكي الوطني (الإنجليزية)
- ميشيل آرشامبو على موقع قاعة مشاهير الهوكي (لاعب أن.إتش.أل) (الإنجليزية)
- ميشيل آرشامبو على موقع EliteProspects.com (الإنجليزية)
- ميشيل آرشامبو على موقع HockeyDB.com (الإنجليزية)
- ميشيل آرشامبو على موقع Hockey-Reference.com (الإنجليزية)